# Johan von Weidenhaijn
Johan von Weidenhaijn, tidigare Weidenheim, död 18 december 1604 i Tyskland, död 26 augusti 1666, var en svensk ämbetsman.

## Biografi
Johan von Weidenhaijn föddes 1604 i Tyskland. Han blev svensk agent i Danzig och adlades 27 november 1647 till von Weidenhaijn, samt introducerades 1649 i Sveriges Riddarhus som nummer 392, vilket senare ändrades till 413. von Weidenhaijn blev 29 april 1650 assistentråd i Livland och 16 september 1653 kommersdirektör, samt hovråd i Livland. Han blev även burggreve i Pernau och blev 23 april 1661 sändebud till Polen. von Weidenhaijn avled 1666 och begravdes 18 december 1667 i Sigtuna kyrka, där hans vapen sattes upp.

### Familj
von Weidenhaijn gifte sig första gången med en okänd kvinna.
Han gifte sig andra gången 27 maj 1647 i Stockholm med Catharina Grissbach (1632–1673), dotter till assessorn Georg Grissbach och Anna Sibylla Schmidt. De fick tillsammans barnen löjtnanten Johan von Weidenhaijn vid Hälsinge regemente, översten Gabriel von Weidenhaijn (död 1709) vid Södermanlands regemente, sekreteraren Adolf von Weidenhaijn (död 1697), överstelöjtnanten Georg von Weidenhaijn (död 1733) vid Upplands infanteriregemente, kaptenen Axel von Weidenhaijn vid Dalregementet, Christian von Weidenhaijn och en son.